# Ökonophysik
Die Ökonophysik (englisch: Econophysics) ist ein interdisziplinäres Forschungsfeld, das sich mit der Anwendung von Methoden und Theorien, die ursprünglich der Physik entstammen, auf ökonomische Fragestellungen beschäftigt. In diesem Zusammenhang werden vor allem nicht-lineare Dynamiken sowie Werkzeuge aus der statistischen Mechanik verwendet. Speziell im Bereich der Finanzmärkte führte diese Herangehensweise zu neuen Erkenntnissen und der Entdeckung sog. robuster Potenzgesetze (das heißt im Jargon der Physik: „Skalenverhalten mit universellen fraktalen Exponenten“).
In der Ökonophysik geht es um die Beschreibung komplexer, dynamischer Systeme durch mathematische Modelle. Dabei werden in der Ökonophysik neben der ex-post-Modellierung – insbesondere im Bereich von Börsenzusammenbrüchen („crashes“) in einer Gruppe um den französischen Physiker Didier Sornette – auch ex-ante-Prognosen formuliert und überprüft, wobei die „Blasen“ und „Crashes“ der Finanzmärkte als „singuläre Phänomene“ im Sinne der Physik interpretiert werden. Die Ökonophysik versucht dabei, robuste Zusammenhänge auch in größeren Systemen mit mehreren Variablen nachzuweisen, beispielsweise im Bereich der Portfolios. Dabei konzentriert sich der Physiker nur auf die exakt behandelten sogenannten „relevanten“ Phänomene.

## Geschichte und Grundüberlegung
Der Anfang der 1990er Jahre wird als Beginn der Ökonophysik betrachtet. Die Flut wirtschaftswissenschaftlicher Daten aus den 1980ern und die Unzufriedenheit über traditionelle Erklärungsansätze ermutigte Physiker mithilfe von Erkenntnissen aus der statistischen Mechanik die Ökonomie zu erforschen. Der Begriff Ökonophysik geht vor allem auf den Physiker Eugene Stanley zurück, der den Begriff erstmal einführte.
Die eigentliche Initialzündung zu dieser neuen Wissenschaft ist aber Mitte der 1980er Jahre zu suchen, als das Santa Fe Institute gegründet wurde. Maßgeblich von Physikern und Ökonomen geleitet, wurden im Wirtschaftsprogramm des Instituts erste Versuche in Richtung einer grundlegend geänderten Wirtschaftswissenschaft unternommen. Diese nahm Märkte und die Volkswirtschaft als Ergebnis eines Zusammenspiels vieler heterogener Agenten wahr, in dem das Phänomen der sog. Emergenz eine entscheidende Rolle spielt. Sie stand damit im Gegensatz zur neoklassisch geprägten traditionellen Volkswirtschaftslehre, die von homogen agierenden Marktteilnehmern ausgeht (vgl. auch die Molekularfeldnäherung in der Physik) und eine mikrobasierte Auffassung vertritt.
Weitere Wegbereiter der Ökonophysik waren z. B. das CCISF der Universität Nizza (insb. selbstorganisierte Kritikalität), die Universität Boston (insb. Turbulenzphysik) und die Universität Köln (insb. Phasenübergang).

## Auswirkung auf die traditionelle Volkswirtschaftslehre
Die Entwicklung der Volkswirtschaftslehre zeichnete sich im Laufe der Geschichte wiederholt durch die Übernahme naturwissenschaftlicher Erkenntnisse, insbesondere aus der Physik aus. Beeinflusst durch die Arbeit Isaac Newtons entwickelte der Philosoph Auguste Comte in der ersten Hälfte des 19. Jahrhunderts eine Vision der Sozialphysik. Die später folgenden Gleichgewichtstheorien Alfred Marshalls und Francis Edgeworths basierten auf den Arbeiten James Clerk Maxwells und Ludwig Boltzmanns zum statistischen Verhalten individueller Agenten. Diese Form der interdisziplinären Zusammenarbeit bzw. Übernahme von Konzepten kam in den 1930er Jahren nahezu vollständig zum Erliegen und erfuhr erst in den 1980er Jahren eine Renaissance.
Während in diesem Zeitraum in den verbreiteten volkswirtschaftlichen Theorien die Annahme des Homo oeconomicus, des (vereinfacht formuliert) rational handelnden Nutzenmaximierers vorherrschend war, wurde in den Naturwissenschaften fachübergreifend an komplexen adaptiven Systemen geforscht. Die Idee rational handelnder Akteure in einem realen System, wie beispielsweise der Volkswirtschaft, wird als zu stark vereinfacht abgelehnt. Stattdessen entwickelt sich  („emergiert“)  aus dem scheinbar chaotischen Zusammenspiel des Verhaltens der individuell handelnden Agenten ein stabiles Verhalten in der Gesamtheit. Die Makroökonomie entwickelt sich demzufolge aus der Mikroökonomie. Dies steht im Gegensatz zu der traditionell eher starken Trennung dieser beiden Ebenen, in welcher der Grenzübergang als „grundsätzlich“ aufgefasst und infolgedessen zu früh angesetzt wird (wodurch im Jargon der Physiker von vornherein eine Näherung entsteht, eben die Molekularfeldnäherung). Während der Markt in der klassischen Ökonomie ein Gleichgewicht herausbildet, in dem die Märkte „geräumt“ sind und Marktpreisverteilungen einer Gauß’schen Normalverteilung folgen (bestenfalls einer in irgendeinem Sinne „optimierten“ Gaußverteilung), sind komplexe Systeme bis zuletzt ständigen Schwankungen unterworfen und genügen nicht-Gaußschen Verteilungen, wie u. a. Benoît Mandelbrot 1963 in seiner Untersuchung von Börsenkursen zeigte.

## Analogien zur Turbulenztheorie u. ä.
In physikalisch motivierten Theorien wird immer wieder auf die Ähnlichkeiten zur Turbulenztheorie, zum Wettergeschehen (Meteorologie) und zur Erdbebenforschung (Seismologie) hingewiesen.   Die Ähnlichkeit betrifft einerseits den Gesichtspunkt, dass man es in diesen Theorien mit Zufallsprozessen zu tun hat, so dass man im Grunde nicht mit gewöhnlichen bzw. partiellen Differentialgleichungen, sondern mit sogenannten Stochastischen Differentialgleichungen bzw. Renormierungstheorien arbeiten muss. Der andere Gesichtspunkt betrifft die Selbstähnlichkeit der Vorgänge, d. h. unter anderem das Skalenverhalten über viele Zehnerpotenzen: In der Turbulenzphysik hat man z. B. „kleine Wirbel innerhalb größerer Wirbel“, und innerhalb der kleinen Wirbel immer wieder noch kleinere, eine ganze Hierarchie selbstähnlicher Wirbel auf allen Skalen. Diese Selbstähnlichkeit entspricht dem, was man in Korrelationsanalysen von Börsenkursen über viele Zeitskalen beobachtet.
In der Turbulenzphysik hat man die „Selbstähnlichkeit“ bezüglich des Wirbelspektrums nach langen Jahrzehnten in eine vollständige Skalentheorie der Energieskalen einer turbulenten Strömung umsetzen können (siehe Andrei Kolmogorow und Turbulente Strömung#Energiekaskade). Leider fehlt in den anderen Gebieten etwas analoges, sodass man sich bisher auf numerische Untersuchungen beschränken muss.

## Grundkonzepte
Die Ökonophysik ist eine Weiterentwicklung eines dynamischen Wirtschaftsverständnisses in der Volkswirtschaftslehre. Erkenntnisse etwa des Neo-Schumpeterianischen Wachstumsmodells und der Endogenen Wachstumstheorie, die auf einen evolutionsähnlichen Verlauf der ökonomischen Entwicklungsgeschichte verweisen, erhärteten eine Sichtweise „...that the stable equilibrium is more of an exception than the norm. (… dass stabiles Gleichgewicht eher die Ausnahme als die Regel ist.)“  Mit dieser Auffassung rückten ursprünglich physikalische Konzepte wie z. B. Chaos, sog. Power-laws, selbstorganisierte Kritikalität und die damit verbundene Vorstellung von der Evolutionsökonomik in den Vordergrund der Untersuchungen. Die Vorgehensweise und Modellierung der Ökonophysik ähnelt dabei der bei physikalischen komplexen Phänomenen. Ihre Untersuchungen haben einen deutlichen Schwerpunkt im Bereich der Finanzmärkte. Weitere Gebiete sind die Einkommens- und Wohlstandsverteilung, die Verteilung von ökonomischen Schocks und Wachstumsraten, von Unternehmensgrößen und Wachstumsraten, die Entwicklung von Urbangesellschaften u. v. m.

### Potenzgesetz-Verteilung (PLD)
Erste Ansätze zu einer „econophysischen“ Beschreibung des Wirtschaftsgeschehens lieferte Pareto Ende des 19. Jahrhunderts mit der Entdeckung, dass sich die Wohlstandsverteilung in einer Gesellschaft mit einer statistischen Wahrscheinlichkeitsverteilung der Form {\displaystyle y\thicksim x^{-\alpha }} beschreiben lässt, mit {\displaystyle y} als Zahl der Personen, die ein Einkommen {\displaystyle \geq x} besitzen und {\displaystyle \alpha } als charakteristischem Exponent, dessen Wert Pareto mit 1,5 abschätzte. Pareto zeigte, dass dieses Potenzgesetz (Statistik) näherungsweise für so unterschiedliche Nationen wie England, Irland oder Deutschland, aber auch italienische Städte oder Peru angewandt werden könnte. Im Rahmen der modernen Ökonophysik wurden solche PLDs z. B. für die Verteilung des Handelsvolumens an verschiedenen Börsenplätzen, die Größenverteilung von bestimmten Investmentfonds, sowie für die Abhängigkeit des Transaktionsvolumens von der Volatilität der Preise für bestimmte Wertpapiere postuliert. Mit zunehmender Detaillierung der postulierten Potenzgesetzverteilung (englisch: power law distribution. PLD) werden jedoch vermehrt Zweifel an der jeweils zugrundegelegten Universalität der PLDs und Kritik an der Zulässigkeit der verwendeten Verfahren geäußert, so dass in diesem Bereich die weitere Forschung abzuwarten bleibt.
Hier sind auch anstelle der sog. Random Walks („Irrfahrten“) der Statistischen Physik, die auf Gauß-Verteilungen führen, die allgemeineren sog. Lévy-Flüge aufzuführen.

### Kovarianz
Eine Zwillingseigenschaft zur Quasi-Universalität der PLD ist der hyperbolische Rückgang der Kovarianz jeglicher Maßeinheiten von Volatilität (z. B. Preisschwankungen). Die einfachste und bekannteste Maßeinheit für Volatilität beruht auf der Methode der kleinsten Quadrate, indem die Volatilität als Quadratwurzel der Summe aller Schwankungquadrate einer Zeitreihe abgegeben wird, wobei die Richtung der Schwankungen also unberücksichtigt bleibt. Bei Betrachtung der Stärke der Korrelation im Zeitablauf, etwa durch {\displaystyle \mathrm {Cov\,} \,\langle |r_{t}|;|r_{t-\delta t}|\rangle \thicksim \delta t^{-\gamma }}, legen entsprechende empirische Untersuchungen nahe, dass die erwarteten Fluktuationen von zukünftigen Marktpreisen umso größer ausfallen, je größer die Fluktuationen in der Vergangenheit waren (volatility clustering).

### Multi-Fraktal-Modelle
In einer Weiterentwicklung der in der Ökonomie bekannten ARCH- und GARCH-Modelle wurden sog. Multi-Fraktal-Modelle in die Untersuchung eingeführt. Diese bilden in der mathematischen Modellierung insbesondere von Finanzdaten die sog. Multi-Scaling-Eigenschaften ab, wobei sie auf Modelle der Turbulenzphysik Bezug nehmen. In diese Ansätze wurden in der Folge weitere Modelle integriert, etwa die Brownsche Molekularbewegung oder sog. Markov-Switching-Multifraktal-Modelle.

## Untersuchungsgebiete

### Finanzmärkte
Börsenstruktur
Die empirische Forschung hat in der strukturellen Analyse von Börsenhandelsplätzen wertvolle Einsichten geliefert. So folgt die Verteilung eingehender neuer Aufträge mit einem Limit-Preis einem Potenzgesetz, solange sich die eingehenden Aufträge in der Nähe des jeweiligen Marktpreises bewegen. Studien für verschiedene Börsenplätze haben jedoch ergeben, dass sich der Koeffizient des Potenzgesetzes stark unterscheiden kann (so z. B. 0,6 für Paris und 1,5 für London). Andere haben Potenzgesetz für die Abhängigkeit des Transaktionsvolumens von der Volatilität der entsprechenden Preise beobachtet.
Volatilität von Börsenkursen
Aktienkurse weisen üblicherweise ein volatiles Verhalten auf, das in Analogie zur dynamischen Turbulenz etwa in Flüssigkeiten gesehen werden kann. Dies hat zum Versuch geführt, im Rahmen der Ökonophysik die physikalischen Ansätze der Strömungsmechanik auf ökonomische Vorgänge anzuwenden.
Ein weiterer interessanter Ansatz der Ökonophysik in der Prognose von Börsencrashs kommt aus der Erdbebenforschung und der Erkenntnis, dass vor großen Erdbeben bestimmte, periodisch oszillierende Voraktivitäten festzustellen sind. Diesen Ansatz haben Ökonomen auf den Börsencrash vom August 1997 angewendet und postuliert, dass die Börsenkurse einem logarithmischen Periodizitätsmuster folgen, das durch eine dynamische Erdbebengleichung beschrieben werden könne (siehe auch: Intermittenz). Der Ansatz ist in der Literatur jedoch durchaus umstritten.

### Wohlstandsverteilung
Ein weiteres Forschungsgebiet der Ökonophysik ist die Untersuchung der Natur von Ungleichgewichten in der Verteilung von Einkommen und Wohlstand in einem ökonomischen System. Die von Pareto 1897 identifizierte PLD für große Einkommen konnte wie o.a. empirisch in der Folge für viele Systeme verifiziert werden. Die neuere Forschung in diesem Gebiet weist darauf hin, dass es innerhalb der zugrundegelegten Verteilungsfunktionen auch zu „Phasenübergängen“ unterschiedlicher Verteilungsfunktionen kommen kann.
Ein weiterer Pionieransatz der Ökonophysik zu diesem Thema stammt vom Soziologen John Angle und verbindet Ansätze aus der Teilchenphysik mit der Anthropologie. Weiterentwicklungen dieses Ansatzes zeigen u. a. das Systemverhalten bei konstanter Geldmenge, bei zufälliger Bestimmung des Wohlstandsverlustes oder bei gleichzeitiger Interaktion zwischen allen Mitgliedern der Population.

### Industriegröße
Einer der Bereiche mit den besten statistischen Datenreihen ist die sektorenübergreifende Erfassung von Unternehmenskenngrößen wie Umsatz, Mitarbeiterzahl etc. im Zeitablauf. Eine der umfangreichsten Analysen dieser Unternehmensdaten stammt von der Boston Group und bezieht sich auf Unternehmen, die im S&P COMPUSTAT Index abgebildet werden. Die Erkenntnisse dieser Studienreihe deuten darauf hin, dass die Größenverteilung von US-amerikanischen Unternehmen einer Log-Normalverteilung folgt und dass ein linearer Zusammenhang zwischen dem Logarithmus der Standardabweichung der Wachstumsrate von Unternehmen und dem Logarithmus der Unternehmensgröße besteht.

### Weitere Gebiete
Weitere Gebiete der Ökonophysik betreffen die strukturelle Entwicklung urbaner Gebiete und die Untersuchung von Innovation als Motor der Wirtschaftsentwicklung.

## Gegensätzliche Standpunkte (Kritik)
Wichtiger Input in der Art der zugrundegelegten Modelle aus der Physik kommt aus den Bereichen statistische Physik, Strömungsmechanik, der Erdbebenvorhersage und selbstorganisierter Kritikalität. Insbesondere wurden die langsam abfallenden Ausläuferbereiche (die sog. „fat tails“) in den Verteilungen der Preisänderung von Wertpapieren als wichtige universelle Eigenschaft von Finanzmärkten entdeckt. Weiterhin konnten im Rahmen der neuen Disziplin Erkenntnisse und Vermutungen der Ökonomie erhärtet werden (z. B. die rechtsschiefe Verteilung der Unternehmensgrößen oder die Abnahme der Streuung des Unternehmenswachstums bei zunehmender Größe). Die „fat tails“ kann man wie in der Quantenfeldtheorie nur durch diagrammatische Methoden oder durch Computersimulationen erhalten, weil sie die Abweichungen von den Gauß-Gesetzen ergeben. Gerade diese Terme enthalten aber das Wesentliche, nämlich die oft sehr kleinen, aber trotzdem nicht zu vernachlässigenden „Risiko-Verteilungen“. Es zeigt sich, dass die großen Risiken niemals exponentiell klein gemacht werden können, sondern nur einem abnehmenden Potenzgesetz folgen, etwa wie {\displaystyle R\propto x^{-4}\,,} wobei {\displaystyle x\,\,(\to \infty )} eine Variable im Ausläuferbereich der betrachteten Verteilung bedeutet, die den erbrachten „Wett-Einsatz“ quantifiziert. Es hat den Anschein, dass die Selbstähnlichkeit durch die Tendenz der individuellen Marktteilnehmer zustande kommt, die jeweilige positive oder negative Markttendenz (steigende bzw. sinkende Preise) systematisch optimal auszunutzen, und dass beim Wechsel des jeweiligen Trends regelrechte „Panikreaktionen“ mit enorm verkürzten Handelsintervallen und enorm zunehmenden Handelsvolumina auftreten.
Dennoch wird in der Literatur Kritik an der Disziplin Ökonophysik laut. Im Rahmen des World Econophysics Colloquium 2005 wurde ein Arbeitspapier vorgelegt, das die sogenannten Worrying Trends in Econophysics zusammenfasst, insbesondere:
- Mangel an Wissen um die im Rahmen der ökonomischen Forschung gewonnenen Erkenntnisse und eingesetzten Verfahren
- Widerstand gegen solide Absicherung der statistischen Verfahren
- Glaube an universelle Eigenschaften für alle Bereiche der ökonomischen Aktivität
- Anwendung falscher, zu stark vereinfachter oder unvollständiger theoretischer Modelle

Darüber hinaus wird den Ökonophysikern immer wieder vorgeworfen, dass sie zu den konkreten Fragen der Risikobewertung nicht beitragen würden.
Die Autoren der Worrying Trends führen zahlreiche Beispiele an, in denen sich die angenommenen Wahrscheinlichkeitsverteilungen bei näherer statistischer Überprüfung als falsch erwiesen haben, und regen an, bei empirischen Untersuchungen die aufgestellten Hypothesen strenger als bisher statistisch zu validieren. Des Weiteren wird darauf Bezug genommen, dass Produktion und nicht Tausch der Motor des ökonomischen Wachstums sei und daher die häufig Verwendung von Tauschmodellen für die Analyse von Wachstumsprozessen unbrauchbar sei. Die weitere Diskussion bleibt abzuwarten.
Kritik an der Herangehensweise der Ökonophysiker bezieht sich auch auf eine weitgehende Ignoranz der „Idee, Geschichte und kulturellen Hintergründe des Problems“ sowie der Literatur, und die Beschränkung auf die reine Datenanalyse und damit die Finanzmärkte, in denen die beste Datenlage vorhanden sei. Das zu untersuchende Feld beinhalte aber ein wesentlich größeres Spektrum, in dem die Finanzmärkte nur eine kleine Rolle spielten. Dies habe zur Folge, dass ein Großteil ökonophysikalischer Aufsätze in explizit physikalischen Wissenschaftsmagazinen von Physikern veröffentlicht werde, oder in speziell für die Ökonophysik aufgelegten Magazinen wie dem Journal of Economic Interaction and Coordination.

Ein Beispiel in diesem Zusammenhang ist ein Isingmodell, das die Physiker mit einer sogenannten Hamiltonfunktion   {\displaystyle {\mathcal {H}}=E_{0}(t)-\sum _{i,k}\,J_{i,k}\,s_{i}\,s_{k}-\sum _{i}H_{i}(t)\,s_{i}} beschreiben, wobei die {\displaystyle s_{i}} binäre Variablen sind {\displaystyle (\,=\pm 1\,)} und die Größen {\displaystyle E_{0}(t),\,\,J_{i,k}} und {\displaystyle H_{i}(t)} reelle Zahlen bedeuten. Die Indizes {\displaystyle i} und {\displaystyle k} durchlaufen eine „Graph“ genannte Grundmenge. Das Ganze wird ein ökonomisches Modell, wenn man es wie folgt interpretiert: „Agent“ i trifft zum Zeitpunkt t unter dem Einfluss der dann herrschenden „Konjunktur“ – dies ist analog zum Temperaturbegriff der Physiker – eine positive {\displaystyle (s_{i}=+1)} oder negative {\displaystyle (s_{i}=-1)} Kaufentscheidung, auf der Grundlage des momentanen Preises {\displaystyle E_{0}(t)}, der momentanen sog. „Neuigkeit“  {\displaystyle H_{i}(t)}, also aufgrund des gerade herrschenden Trends, und aufgrund des sog. „Herdeneffektes“ {\displaystyle J_{i,k}\,.} Der Physiker spricht stattdessen von der Grundenergie, dem sog. externen Biasfeld („Zeeman-Feld“) und der sog. „Austauschwechselwirkung“ (z. B. mit den jeweiligen Nachbarn {\displaystyle k}).
Dieses Modell wäre aus der Sicht der Ökonomen viel zu stark vereinfacht und dadurch „unrealistisch“. Der Physiker dagegen sagt, dass es ihm nur auf ganz bestimmte relevante Zusammenhänge ankomme und dass Abweichungen im Detail irrelevant sein könnten, speziell, wenn es um Skalenprobleme gehe. Aus Sicht der Physiker enthält der scheinbar viel zu vereinfachte Ansatz also trotzdem genau das Wesentliche, das man aber erst sieht, wenn man wie in den Formeln der Ökonophysiker die Kollektiveffekte rigoros (d. h. näherungsfrei!) berücksichtigt, was der Fall ist. (Bei dem angegebenen Modell – und vielen anderen Modellen – ist das möglich.) Dagegen ist der genaue Zeitpunkt einer „Katastrophe“ (z. B. eines Erdbebens) gar nicht vorhersagbar, weil er von Unwägbarkeiten abhängt (z. B. von unbekannten Materialeigenschaften wie der Bruchfestigkeit oder der Knicklast). Aber man kann die ungefähre Stärke des „Bebens“ und quantitative Anhaltspunkte dafür angeben, ab wann bestimmte Gefahren auftreten, wo die Risiken liegen und wie groß sie sind, und mit welchen Auswirkungen zu rechnen ist.

## Video-Vorträge
Zum Thema des Artikels gibt es viele Vorlesungen und Vorträge, die in der Regel, im Gegensatz zu den folgenden zwei „Videolectures“, nicht reproduzierbar sind:
- Applications of Statistical Physics to Understanding Complex Systems, vollständiges Video eines Vortrags (ca. 1 Std., Thema „Ökonomie“ ab Min. 24) auf einer Internationalen Konf. über Ökonophysik im Sept. 2008, gerade nach dem Zusammenbruch der Bank Lehman Brothers, (online)
- Financial crises and risk management, Didier Sornette, (online) (sehr allgemein, Ljubljana-Konf. „Risc '08“,  ca. 3/2 Std., inklusive der sehr langen „Diskussion“ nach dem Vortrag)